# Ptychobranchus fasciolaris
Ptychobranchus fasciolaris е вид мида от семейство Unionidae.

## Разпространение
Видът е разпространен в САЩ.